# Эшелон доктора М.
«Эшелон доктора М.» (серб. Ешалон доктора М.) — югославский художественный фильм 1955 года, снятый режиссёром Жикой Митровичем по собственному сценарию.

## Сюжет
Заканчивается Вторая мировая война. Молодая народно-освободительная армия Югославии продолжает бороться с албанскими националистическими и антикоммунистическими отрядами баллистов.
Один из таких отрядов совершает нападение на эшелон с раненными, который сопровождает до ближайшего города Доктор М. Сын командира баллистов, Рамадан, начинает понимать, что правое дело и справедливость за Доктором М. и его товарищами.
Поэтому Рамадан решает помочь врачу и тем самым добиться победы в схватке с националистами.

## В ролях
- Надя Регин — Хатиджа
- Северин Биелич — Рамадан
- Мариян Ловрик — Доктор М.
- Илия Джувалековски — Алия Куртеш
- Миливойе Попович-Мавид — Керим
- Владимир Медар — Сабан
- Марко Маринкович — Михайло
- Абдуррахман Шала — Мурад
- Янез Врховец — Алиуш
- Драгомир «Гидра» Боянич[1]